# Carnets du grand chemin
Carnets du grand chemin est un recueil d'essais et de notes de lecture de Julien Gracq, publié en 1992 par les éditions Corti.
Il s'agit de notes courtes tirées des « cahiers de l'auteur », sur le modèle de ses Lettrines, consacrées souvent à des « paysages de la terre ». Il évoque aussi des souvenirs autobiographiques, par exemple sur la période 1939-1940, et des rêves. Il évoque surtout des lieux qu'il aime tels la Sologne, l’Ornans de Gustave Courbet, Lucerne, Richelieu en Touraine , la forêt de Fontainebleau ou les bords du lac de Neuchâtel.